# Gustav Brandt (Politiker)
Gustav („Guschi“) Brandt (* 4. April 1894 in Wolfsdorf, Kreis Elbing; † Frühjahr 1945 zwischen Münster und Werl) war ein deutscher Politiker  (KPD) und Mitglied der Hamburgischen Bürgerschaft.

## Leben
Gustav Brandt wuchs in Ostpreußen auf und besuchte dort von 1902 bis 1908 die Volksschule. Nach der Schule fuhr er bis zum Ausbruch des Ersten Weltkrieges zur See und war ab 1908 Angehöriger der Handelsmarine. Nach dem Beginn des Krieges wurde er zur Kaiserlichen Marine eingezogen und erwarb dort das Patent „Schiffer auf kleiner Fahrt“.
Er fuhr nach dem Ersten Weltkrieg noch einmal kurz zu See, blieb aber dann in schifffahrtsnahen Bereichen an Land. Wohnhaft in Hamburg-Eppendorf, arbeitete er auf den Werften Stülcken, Vulkan und Reiherstieg. Bei Vulkan übernahm er Ende der 1920er Jahre den Posten des Betriebsrates.
Gustav Brandt trat bereits 1910 mit 16 Jahren in die SPD und später während des Weltkrieges in den Spartakusbund ein. Er war als Mitglied der Volksmarinedivision 1918 bei den Berliner Weihnachtsaufständen beteiligt. 1919 schloss er sich der neugegründeten KPD an. In der Weimarer Republik war er zudem Mitglied der „Roten Marine“, einer Unterorganisation der Roten Frontkämpferbundes (RFB) und dort gehörte er der Bezirksleitung für Hamburg, Schleswig-Holstein und Niedersachsen an. Brandt leitete ab 1924 die Sektion der „Roten Marine“ im RFB-Gau Wasserkante. Hier wirkte er zudem als Instrukteur.
Er saß von 1931 bis 1933 in der Hamburgischen Bürgerschaft. Als größerer Redner trat er nicht hervor. 1933 wurde er wegen seiner Beteiligung am „Altonaer Blutsonntag“ zu elf Jahren Zuchthaus verurteilt. Diese Urteile wurden durch bundesdeutsche Gerichte für nichtig erklärt und aufgehoben. Er blieb die Jahre im Zuchthaus Münster inhaftiert, wurde aber nach elf Jahren nicht freigelassen. Er erhielt noch im Gefängnis seine Einberufung zum Militär und sollte mit anderen Inhaftierten nach Werl gebracht werden. Dort kam er nie an. Die Vermutung, dass er auf dem Transport von SS-Leuten erschossen wurde, basiert auf Aussagen von Überlebenden des Transportes.

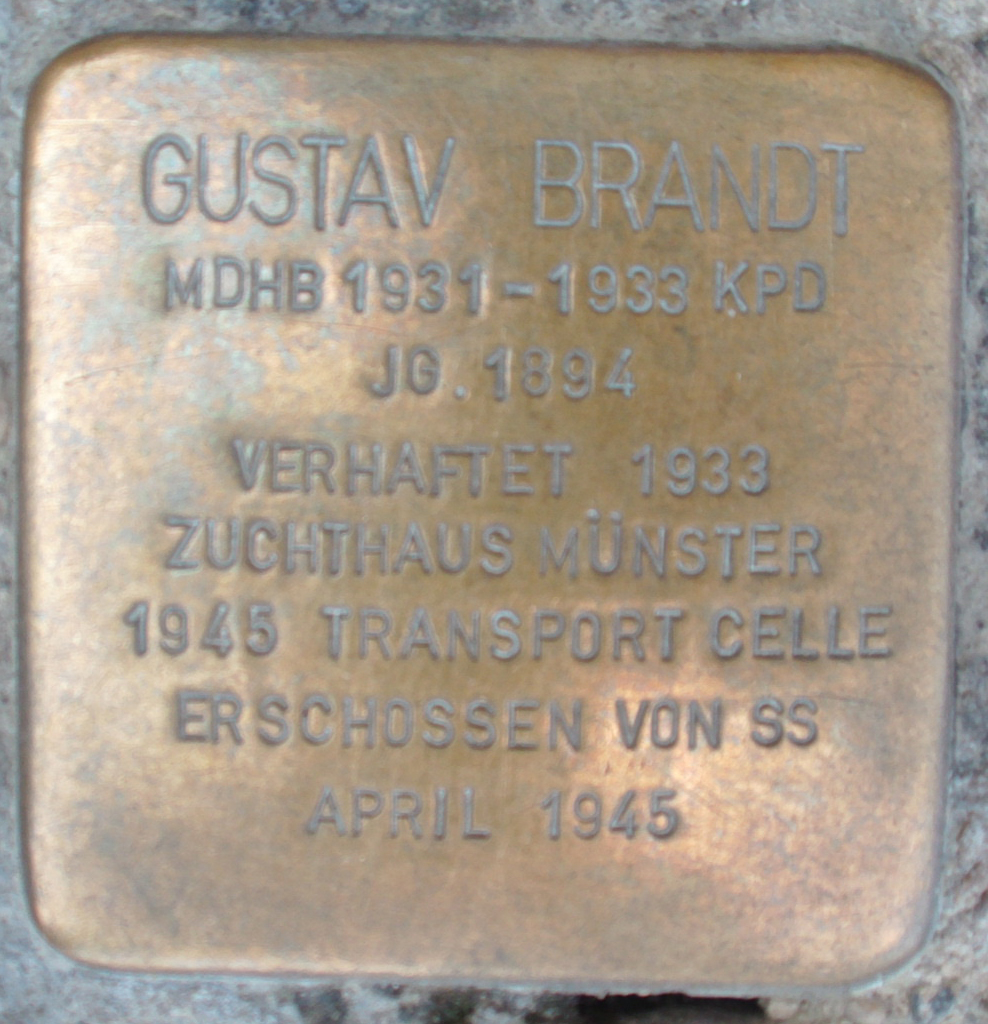
Stolperstein für Gustav Brandt

In Hamburg wurden am 8. Juni 2012 vor dem Rathaus Stolpersteine für die ermordeten Mitglieder der Hamburgischen Bürgerschaft verlegt, darunter auch für Gustav Brandt.